# Markowo (powiat ostródzki)
Markowo (niem. Reichertswalde) – wieś w Polsce położona w województwie warmińsko-mazurskim, w powiecie ostródzkim, w gminie Morąg. W roku 1973 wieś należała do powiatu morąskiego, gmina Morąg, poczta Łączno.
W latach 1975–1998 miejscowość administracyjnie należała do województwa olsztyńskiego. Miejscowość leży w historycznym regionie Prus Górnych
W latach 1945–1946 miejscowość nosiła nazwę Rykartowo.
W miejscowości działało Państwowe Gospodarstwo Rolne Markowo.

## Historia
Założone w latach 1402–1408 jako wieś czynszowa na prawie chełmińskim, na 60 włokach. Sołtys otrzymał sześć włok wolnych. Od 1561 we władaniu rodu Dohnów, kiedy to margrabia branderburski i książę pruski Albrecht Fryderyk nadał na prawie lennym wsie Markowo, Strużyna i Złotna, wraz z wolnymi karczmarzami, synom burgrabiego Piotra Dohny. Stało się to za protekcją króla polskiego – Zygmunta Augusta. Dohnowie – podobnie jak w Słobitach – stworzyli w Markowie ośrodek kultury rolnej oraz zbudowali pałac z kaplicą.
Około 1850 roku oprócz dworu w Markowie, do rodu Dohnów należały także folwarki: Dolina, Dworek, Gilginie, Gudniki, Niebrzydowo Małe, Stabuniki, Strużyna, Surajny, Warkałki, Woryty Morąskie, Zbożne. W skład dóbr wchodziły także wsie szarwarczne: Borzymowo, Markowo, Strużyna i Złotna. łącznie obszar ten obejmował około 400 włók ziemi. Później, w wyniku uwłaszczenia chłopów dobra te uległy zmniejszeniu przybył za to folwark Lekławki). Po regulacji dobra markowskie obejmowały ponad 310 włok, w tym 76 włók lasów. Ponadto zwierały kilka zakładów przemysłowych, w tym cegielnia parowa (w Markowie), mleczarnia (w Markowie), tartak parowy.
W roku 1782 w dokumentach odnotowano 45 „dymów” w Markowie. W 1818 było 38 dymów i 364 mieszkańców. W 1858 odnotowano 43 dymy z 403 osobami. Szkoła we wsi powstała około roku 1700 jako jednoklasówka.
W roku 1939 gmina Markowo liczyła 104 gospodarstwa domowe i 410 mieszkańców. Spośród nich 292 utrzymywało się z rolnictwa i leśnictwa, 47 z pracy w przemyśle lub rzemiośle, 12 z pracy w handlu i komunikacji. W tym czasie w gminie było jedno małe gospodarstwo rolne (klasa wielkości 0,5-5 ha), cztery nieco większe (5-10 ha), sześć o powierzchni w granicach 10-20 ha, 6 o areale 20-100 ha i dwa o powierzchni powyżej 100 ha.

## Zabytki
We wsi ruiny pałacu Dohnów-Reichertswalde z parkiem krajobrazowym ze stawami. Barokowy pałac zbudowano w latach 1701–1704 przez Johanna Caspra Hindersina na miejscu wcześniejszego dworu. Barokowy pałac przebudowano w wieku XIX, dobudowując wieżę. W posiadłości Dohnów przed II wojną światową znajdowała się kolekcja malarstwa holenderskiego (portrety) z XVII w. Ocalałe po II wojnie światowej fragmenty zbioru zgromadzone są w muzemu w Morągu (pałac Dohnów). Z zespołu pałacowego zachowała się oficyna z XVIII w., niektóre zabudowania gospodarcze oraz tzw. trojaki.
W pobliżu wsi, na wzniesieniu w lesie, znajduje się cmentarz rodziny zu Dohna.

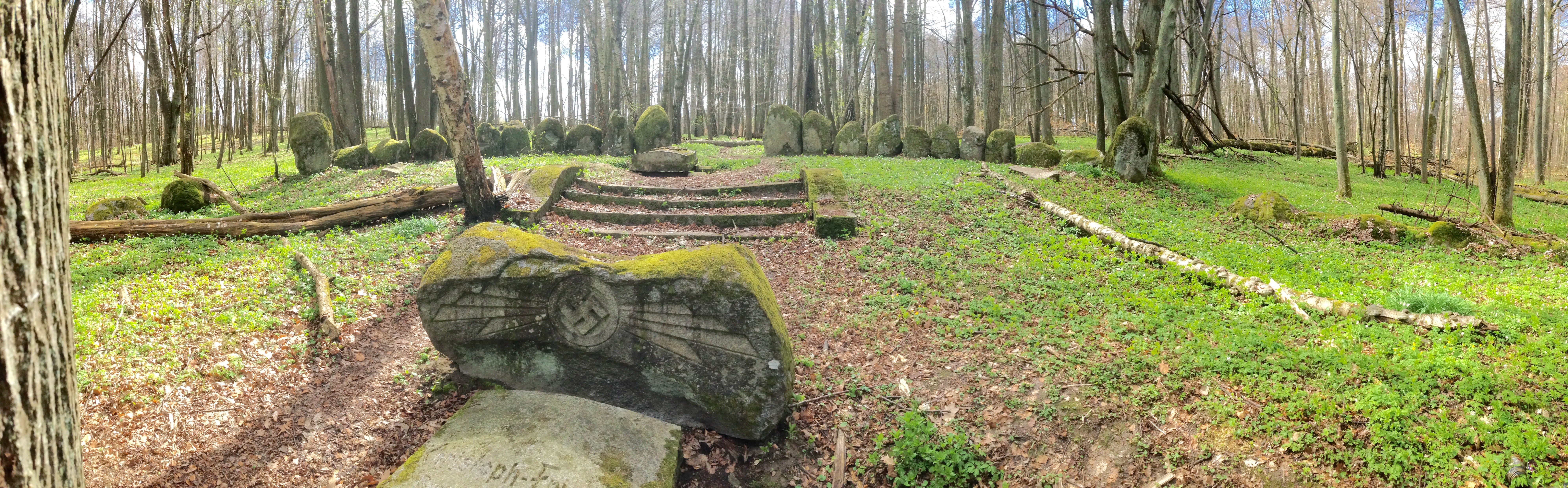
Panorama cmentarza hrabiów zu Dohna w Markowie. Na pierwszym planie płyta Christopha Friedricha, dalej kamienne schody, za nimi płyta Friedricha Ludwiga